# Sammi Hanratty
Samantha "Sammi" Hanratty, född den 20 september 1995 i Scottsdale, Arizona, är en amerikansk skådespelare.
Hanratty har bland annat medverkat i TV-serierna Shameless 2017-2018, Timeline år 2019 och Yellowjackets 2021-2023 och i filmen Another Girl år 2021.

## Filmografi (i urval)
- 2017-2018: Shameless
- 2019: Timeline
- 2021: Another Girl
- 2021-2023: Yellowjackets